# Angry Birds Toons
Сердиті пташки: мультсеріал (або Енґрі Бьордз, англ. Angry Birds Toons) — мультсеріал компанії Rovio Entertainment, заснований на продукції тієї самої компанії, а саме на грі Angry Birds. Перший епізод під назвою «Chuck Time» вийшов 16 березня 2013 р.
В Україні мультсеріал показували на 1+1, ТЕТ та ПлюсПлюс

## Розробка
16 березня 2013 р. Rovio почала зйомки мультсеріалу. Першим епізодом є епізод під назвою «Chuck Time».
Уже відзнято два сезони, йдуть зйомки третього.[коли?] 2021 В Україні мультсеріал показували на  Піксель TV

## Сезони
- 2013—2015 — Перший сезон
- 2015—2016 — Другий сезон
- 2017—теперішний час[коли?] — Третій сезон
- [перевірити]

## Наступники
- Piggy Tales (2014—2015)
- Angry Birds: Stella (2014—2016)